# Штеттен (Нижний Алльгой)
Штеттен (нем. Stetten) — община в Германии, в земле Бавария.
Подчиняется административному округу Швабия. Входит в состав района Нижний Алльгой. Подчиняется управлению Дирлеванг. Население составляет 1372 человека (на 31 декабря 2010 года). Занимает площадь 15,71 км².